# لحسن أحنصال
لحسن أحنصال، عدّاء مسافات طويلة و منظّم مسابقات ألعاب قوى مغربي من مواليد 1971 بقرية بجبل باني قرب مدينة زاكورة. اشتهر بفوزه بمعظم ألقاب ماراثون الرمال الذي يقام بالصحارى المغربيّة.
في عام 2022، دخل موسوعة غينيس للأرقام القياسية باعتباره العداء الأكثر فوزا في مسابقة "ماراتون الرمال الدولي".

## الموهبة
ينتمي لحسن لقبيلة الرّحّل أيت عطّا الأمازيغيّة و هو ابن لعائلة متواضعة. عاش دراسة مضطربة بسبب كونه يتيم الأب و نظرا لحياة الترحال التي ساءت بسبب عاملي الجفاف و التصحّر لذلك لم يكن يمارس أي نشاط رياضيّ في طفولته. شاءت الصدفة أن يتقدّم لاختبار نظّمته الجامعة الملكيّة المغربيّة لألعاب القوى كان الهدف منه التنقيب عن المواهب. تمّت على إثر ذلك دعوته للمشاركة في بطولة المغرب للعدو الريفي بآسفي، إلاّ أن النتائج كانت مخيّبة للآمال، فتمّ الاستغناء عنه ليعود أدراجه إلى قريته الصغيرة.

## الإنطلاقة
شاء الحظّ ثانية أن ينتشل أحنصال من قريته النائية حينما أعلن عن تنظيم النسخة الأولى لماراثون الرمال بزاكورة التي اعتاد على طبيعتها الصحراوية الجافّة فشارك بدون صدريّة نظرا لظروفه المادّية المتواضعة فكانت المفاجأة أن حلّ بالمرتبة الثانية خلافا لكلّ التوقّعات. أعلن بعد ذلك أنّه تنازل عن الرتبة الأولى عمدا تاركا الفوز لمنافسه تفاديا لإحراج المنظّمين.

## الاحتراف

### ماراثون الرمال
تمكّن البطل من الحصول على محتضن يتكلّف بجميع مصاريفه فبدأ يشارك في جميع نسخ ماراثون الرمال (250 كيلومتر). كانت نتائجه متواضعة في البداية، إلى أن اكتسب الخبرة و التجربة اللازمتين ليفوز باللقب سنة 1997 ثمّ ليحلّ ثانيا خلف أخيه محمّد سنة 1998. ليصبح بعد ذلك سيّد هذه المسابقة بنيله لتسعة ألقاب على التوالي من سنة 1999 إلى غاية 2007.

### المسابقات الدوليّة
2010: المركز الأوّل بماراثون الأندلس.
2006: المركز الأوّل بألترا ماراثون بلجيكا (100 كيلومتر).
2006: المركز الثاني حسب الفرق بماراثون بوجولي بفرنسا.
2006: المركز الثاني بألترا ماراثون سويسرا.
2002: المركز الثاني بمسابقة 100 كيلومتر بسويسرا.
2001: المركز الأوّل بماراثون سويسرا الألب.
1999: المركز الأوّل بسباق التحدّي بسويسرا (100 كيلومتر).
1998: المركز الأوّل بالماراثون الكبير بفرنسا.
1998: المركز الأوّل بألترا ماراثون النمسا.
1995: المركز الثالث بالماراثون الكبير بالمغرب (ماراثون الجبال).

## منظّم مسابقات
يشتهر أحنصال بتنظيمه لمسابقة ماراثون زاكورة إضافة إلى مسابقات المشي الصحراوي.

## الرقم الشخصي
- الماراثون: ساعتان و 16 دقيقة و 50 ثانية.
- 1000 متر: دقيقتان و 55 ثانية.

## سيرته الذاتيّة
- وثائقي: سرّ لحسن أحنصال. للصحفي البلجيكي ماري بيير فوسني. 2004.[1]
- كتاب: ماراثونيّ الرمال، لحسن أحنصال طفل الرحّل و نجم الصحراء. ماري بيير فوسني. دار هارماتان للنشر، 2012. 208 صفحات.[1]

## وصلات خارجية
- لحسن أحنصال على موقع الاتحاد الألماني للألترا ماراثون (الإنجليزية)
- لحسن أحنصال على موقع الرابطة الدولية لركض المسار (الإنجليزية)